# Fumagina
A fumagina é uma doença que ocorre em vegetais, que tem como causa o desenvolvimento de fungos de coloração escura, sobre substâncias excretadas pelos pulgões.A fumagina não está associada ao inseto, é um fator indireto.
Afecta as plantas provocando a diminuição da fotossíntese, da respiração e transpiração.

## Biologia
A ecologia das diferentes espécies, suas interações, relação com o hospedeiro foram pouco compreendidas. Uma observação casual de um escarificador tardio de Microcyclospora inibindo o crescimento do patógeno de frutos  Colletotrichum fioriniae  em testes de cultura dupla, produz acetato de tricotecolona e seu derivado (S) -7-hidroxi como princípios ativos para a interação entre M. tardicescescens e C. fioriniae.
Gêneros causadores de fuligem são Alternaria, Cladosporium, Aureobasidium, Antennariella, Limacinula, Escorias, Meliola e Capnodium.
O mofo de fuligem cresce particularmente bem em plantas que produzem um exsudato açucarado, se estiverem infestadas por insetos que segregam afídeos,  escamas e  mosca branca, ou quando infestada por insetos que sugam a seiva da planta hospedeira.